# Topolino nella casa dei fantasmi
Topolino nella casa dei fantasmi è una storia a fumetti con protagonisti Topolino, Paperino e Pippo, con testi di Ted Osborne e disegni di Floyd Gottfredson.
La storia viene pubblicata nelle strisce giornaliere di Topolino dal 10 agosto 1936 al 28 novembre 1936 e, in Italia, su Topolino giornale n°207-218. La storia prende spunto dallo storyboard del cortometraggio Topolino e i fantasmi, uscito l'anno successivo.

## Trama
Topolino, appena tornato dalla legione straniera (vedi Topolino agente della polizia segreta),  scopre che i suoi concittadini hanno paura dei fantasmi; ciò è causato dal fatto che sette fantasmi stanno infestando la villa del colonnello Bassett .
Approfittando di questa psicosi, Topolino recluta Paperino e Pippo per aprire un'agenzia investigativa, a cui si rivolge lo stesso colonnello Bassett.
In un primo momento tutti sono pienamente convinti di avere a che fare con 7 fantasmi, ma indagando Topolino scopre che la villa è piena di passaggi segreti, utilizzati da una banda di contrabbandieri per tenere viva la leggenda dei 7 fantasmi e tenere lontane le persone dai loro loschi traffici. Topolino, Pippo e Paperino riusciranno a sgominare la banda e riceveranno in premio 1666,66 dollari a testa; con i soldi ricevuti, Topolino e Pippo si comprano un aeroplano col quale vivranno un'altra avventura.